# Abu-l-Majshi
Abū-l-Majšī (Aššawš, Cora de Elvira (actualmente provincia de Granada) - c. 796) fue el primer poeta andalusí reconocido en el mundo árabe.

## Biografía
Perteneció a un importante familia árabe, la de Tamim y entre sus ancestros se encontraba ˁAdī ibn Zayd al-ˁIbādī, uno de los grandes poetas árabes preislámicos.
Su padre era un notable funcionario de Damasco. Muy pronto destacó en los géneros del panegírico y la sátira en el círculo cordobés del emir Abderramán I el Emigrado.
El prestigio de que gozó en su tiempo está avalado por el testimonio del historiador Ar-Rāzī —transmitido por Ibn al-Jaṭīb—, quien dijo:

tenía [Abū-l-Majšī] una dicción exuberante y expresaba hermosos conceptos con su fácil palabra, con lo que llegó a ser el mejor poeta de al-Andalus [en su época] y principal panegirista de los omeyas que se divulgaron mucho entres sus gentes.

También habla Ar-Rāzī del carácter irascible de Abū-l-Majšī, cuyas sátiras llegaban en ocasiones a constituir ácidos libelos:

era embustero, pendenciero y arrojado; no dejaron algunos de acusar sus agravios y apelaron contra él denunciando su maldad, pero él se reía de eso y continuaba con sus excesos.

Sin embargo, la cualidad más relevante a efectos literarios fue su gran talento para la poesía. En todo caso la fama de su mal genio podría deberse a que tomó partido por el partido de Suleyman en su conjura contra su padre el emir Abderramán I frente a su otro hijo Al-Hisham, futuro emir Hisham I de al-Ándalus, que tras ser sofocada, condujo a Abū-l-Majšī a perder la lengua y los ojos debido a las represalias que contra el poeta tomó Hisham. Pese a todo, Abderramán I desaprobó el castigo aplicado a Abū-l-Majšī por su hijo y sucesor, y le indemnizó con el doble de la cantidad que la ley estipulaba para tales casos, suma que ascendió a cuatro mil dinares, la mitad de ellos pagados por el propio Hisham.
A raíz de este suceso, Abū-l-Majšī se haría acompañar en adelante por un rapsoda (rāwī), quien recitaba una elegante qaṣīdah, de registro íntimo y confesional raro en la poesía árabe de esta época, por la que Abū-l-Majšī ha pasado a los anales de la lírica arábiga, siendo elogiado por poetas de la talla de Abū Nuwās. He aquí algunos versos de esta casida:

Mi musa está angustiada ante la adversidad, pues Dios dictó una sentencia que se ha cumplido.
Ahora ella contempla a un ciego, que solo camina por la tierra a tientas con su báculo;
 y llora dolorida; y pronuncia palabras con voz ferviente, que llegan a lo más hondo de mi ser.
Mi corazón se desgarra cuando ella me dice: ¡Entre todas las desgracias no hay una mayor que la ceguera!
Cuando la ceguera sobreviene a un hombre que antes vio, queda —aunque vivo— como un muerto sepultado [...]
Antes, cuando venían las caravanas, yo era para ellas
el hombre fuerte que las guiaba en el desierto interminable; el hombre que, en los terribles peligros,
siempre encendía la guerra y atravesaba las tinieblas. Montábamos los camellos gordos y briosos, y los dejábamos flacos, extenuados de fatiga.